# Thomas Lee Osborn

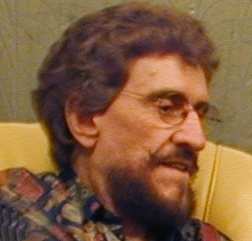
Thomas Lee Osborn (2001)

Thomas Lee Osborn (Pocasset (Oklahoma), 23 december 1923 – Tulsa (Oklahoma), 14 februari 2013) was een Amerikaanse evangelist en gebedsgenezer.

## Jeugd Osborn
Osborn werd geboren op een boerderij in Oklahoma als de zevende zoon in een gezin van dertien kinderen. Op zijn vijftiende verliet hij de boerderij en vergezelde een paar jaar een evangelist op zijn reizen. Op zijn achttiende trouwde hij en als twintigjarige was hij zendeling in India. Weer terug in de Verenigde Staten ervoer hij in 1947 onder de prediking van William Branham zijn eigenlijke roeping als evangelist. Grote campagnes volgden in Zuid-Amerika, Azië en Afrika. In 1954 sprak hij twee maanden lang in de Indonesische hoofdstad Jakarta. Dagelijks kwamen er circa 20.000 mensen op de bijeenkomsten af.

## Osborn in Nederland
Begin 1958 hield hij een campagne onder zigeuners in Frankrijk. Op initiatief van J.E. van der Brink werd Osborn uitgenodigd om naar Nederland te komen. Osborn zag hierin Gods leiding en stemde toe. Enkele leiders belast met de organisatie, bezochten hem in Rennes. Gekozen werd voor het Malieveld in Den Haag en voor het Bodenterrein in Groningen. Voor beide steden werd een interkerkelijk werkcomité gevormd. Duizenden mensen woonden de bijeenkomst in Den Haag bij. Na afloop kwamen er mensen op het podium die zeiden te zijn genezen en weer te kunnen horen zonder gehoorapparaat en te kunnen lopen zonder stokken.
In grote dagbladen verschenen advertenties, maar de beste reclame werd gemaakt door de NCRV. Op 18 augustus zond de NCRV een televisie-reportage uit van de in Luik gehouden Osborn-samenkomsten. Peter van Campen hield aansluitend gesprekken met Osborn. Ds. Willem Glashouwer sr., arts J. Iken, het echtpaar Stroethoff en met verschillende mensen die tijdens de campagne waren genezen. De uitzending sloeg aan. Het Malieveld stroomde avond aan avond vol met tienduizenden bezoekers. Sommige avonden waren meer dan 100.000 mensen tezamen. Vaste gewoonte van Osborn was na de prediking een oproep voor hen die genezen wilden worden. Er werd een groot aantal genezingen onder zijn prediking gemeld. Ook de steevast gedane oproep tot bekering lokte veel reacties uit. Naar aanleiding van de campagne in Den Haag verscheen ook een film onder de naam Holland Wonder.
De eerste reacties van pers en radio waren gunstig, totdat de dominees het woord namen. Eerst tien Gereformeerden tegelijk in Den Haag en daarna volgde er ook een groep uit Groningen. Daarop voelde ieder zich geroepen zijn mening te geven. In Groningen was het niet mogelijk gebleken de campagne zo breed op te zetten als in Den Haag. Hoofdzakelijk de pinkstergemeenten steunden de actie. Bij de ingangen van het Bodenterrein deelden de Gereformeerde kerken een pamflet uit waarin Osborn werd afgewezen. De inspecteur van de volksgezondheid liet weten het optreden van Osborn gevaarlijk te vinden. Toch was de Osborn-campagne een belangrijke stimulans voor de Nederlandse pinksterbeweging, onder andere of zelfs vooral door de vele publiciteit.

### Aandeel Johan Maasbach
Een opmerkelijk rol tijdens de campagne was weggelegd voor Johan Maasbach. Deze voorganger uit Gouda was niet uitgenodigd bij de inleidende voorgangersbespreking. Desondanks plaatste Maasbach een grote advertentie en huurde hij een bus om belangstellenden van Gouda naar Den Haag te voeren. Het organisatiecomité kon hem moeilijk weigeren de algehele voorbespreking voor medewerkers en voorgangers bij te wonen. De vertaler van Osborn bleek zijn werk niet goed te doen, en de Amerikaanse evangelist pikte Maasbach uit het publiek en wees hem aan als nieuwe tolk. Deze functie zou hij gedurende de hele campagne vervullen. Dit leverde hem, naast grote bekendheid, ook de bijnaam ‘Osborns echo’ op. In 1998, veertig jaar na de campagne, bracht een oude Osborn een bezoek aan de Johan Maasbach Wereldzending in Den Haag, en hield daar een ‘revival meeting’. Johan Maasbach was toen al overleden, maar zijn beide zoons waren wel aanwezig.

## Verdere leven en dood Osborn
Osborn zou ook verschillende boeken schrijven. Sommige daarvan werden bestsellers. Zijn bekendste publicatie is Geneest de Zieken en De Boodschap die werkt.
De Amerikaan wilde ook dat anderen volgens het principe van massale evangelisatiecampagnes zouden werken en daarom zette hij in 1953 de Association for Native Evangelism op. Hierbij werden evangelisten gesteund die gebruik maakten van zijn films en het zijn literatuur verspreiden. Ook kregen evangelisten een jaar steun, zowel door middel van training, als door het verstrekken van luidsprekers en andere apparatuur. Volgen Osborns eigen schatting hadden in 1992 ruim 30.000 mensen gebruikgemaakt hiervan.
In 1995 overleed Osborns vrouw Daisy. Op Osborn zelf had dit een grote impact, maar hij bleef de wereld rondreizen als evangelist. In totaal heeft hij ruim 80 landen aangedaan en zijn boeken zijn vertaald in 132 talen.
Op 14 februari 2013 overleed hij in Ninde Brookside in Tulsa.